# Тома, Дитер
Дитер Тома (нем. Dieter Thoma, р. 19 октября 1969 года в Хинтерцартене, Германия) — немецкий прыгун с трамплина, олимпийский чемпион 1994 года, чемпион мира 1999 года.

## Спортивная карьера
Тома вырос в большой семье — у него было всего четыре брата и сестры. Ранние годы его прошли в Хинтерцартене, коммуне, где неоднократно проводятся этапы Кубка мира по прыжкам на лыжах с трамплина и другие соревнования, а потому вся его семья была неравнодушна к зимним видам спорта. Его отец Франц, который и сам был членом сборной команды Германии по лыжным видам спорта в 1960-е годы, в 1967 году построил два подъёмника для горнолыжного центра. Дитер был не единственным лыжником в семье, достигшим значительных успехов: его дядя Георг Тома в 1960-е годы стал чемпионом мира и победителем зимних Олимпийских игр в лыжном двоеборье.
Свою первую попытку прыжка Дитер Тома совершил в возрасте шести лет. А когда ему было шестнадцать, он выиграл свой первый титул, став чемпионом мира среди юниоров. Первые в своей жизни кубковые очки он набрал 1 января 1986 года в Гармиш-Партенкирхене, где занял 11-е место. В возрасте 19 лет он впервые выиграл взрослый чемпионат мира, случилось это в Тандер-Бей. Два года спустя, в 1990 году, он одержал победу на престижнейшем Турне четырёх трамплинов, став первым за последние 30 лет (после Макса Болькарта) западногерманским спортсменом, которому удалось это сделать. В конце того же сезона он также победил на полётном трамплине в Викерсунде.
В начале 1990-х годов постепенно стала всё более распространяться новая техника полёта в прыжках на лыжах с трамплина. Параллельное ведение лыж в воздухе стало сменяться так называемым «V-стилем» (при котором прыгун ставит в воздухе лыжи так, что они как бы образуют букву V), изобретённым шведом Яном Боклёвом. Поначалу, в сезоне 1991/1992, Тома не мог справиться с применением новой техники. Он стал одним из тех прыгунов, что продолжали искать успеха, пользуясь только традиционной техникой. В те же времена он перенёс операцию на мениске левой ноги, поэтому следующим летом он тренировался мало. Эта фаза его карьеры была весьма безуспешной.
Перед сезоном 1993/1994 Тома всё же перешёл с техники параллельного ведения на V-стиль и выиграл зимние Олимпийские игры 1994 в Лиллехаммере вместе со своей сборной в командном зачёте. К тому же он ещё и завоевал бронзовую медаль на индивидуальных соревнованиях на среднем трамплине. В общей сложности Тома заработал 10 медалей на чемпионатах мира и Олимпийских играх. В сезоне 1996/1997 он стал вторым по итогам общего зачёта Кубка мира.
После сезона 1998/1999, высшим достижением Тома в котором была победа на чемпионате мира в командном зачёте, Дитер Тома объявил о завершении своей карьеры в большом спорте из-за многочисленных травм и постоянной боли, связанной с участием в спортивных соревнованиях. Восемь операций на колене, две сложные операции на бедре, перелом руки и несколько сотрясений мозга — стали основной тому причиной.
В рождественский вечер 1999/2000 Дитер Тома окончательно завершил свой спортивный путь, совершив прямо в полночь «Новогодний прыжок» на трамплине в Гармиш-Партенкирхене.

## Появление на телевидении
После того, как частный телеканал RTL Television в честь начала нового тысячелетия получил права на трансляцию прыжков на лыжах с трамплина, Тома был привлечен к его работе в качестве эксперта. Он работал над показами спортивных состязаний долгие годы вместе Гюнтером Яухом (и вместе с которым впоследствии два раза был выдвинут на получение премии немецкого телевидения). За свою работу в качестве эксперта он был удостоен двух премий в сфере мультимедиа — «Золотой Виктории» (нем. Goldene Victoria) в 2002 году и Баварской телевизионной премии (нем. Bayerischer Fernsehpreis). После того, как он летом 2007 года покинул канал RTL, он с начала сезона 2007/2008 стал работать в качестве эксперта во время трансляций соревнований по прыжкам телеканала ARD.
В числе прочих его занятий следует выделить его работу над различными спортивными проектами (собственно, по прыжкам с трамплина, а также гольфу). Он делится своими знаниями, накопленными за пятнадцать лет соревновательной практики на высшем уровне и годы работы на телевидении, выступая в качестве докладчика на семинарах, конференциях, спортивных курсах и секциях под девизом «Только тот будет успешен в будущем, у кого есть дорога в прошлое» (нем. «Wer mit einer Hand an der Vergangenheit hält, hat nur eine für die Zukunft frei»).

## Дальнейшая деятельность
Ныне Дитер Тома вместе с Гарри Бодмером организует благотворительные турниры. Вся выручка от них расходуется на клуб «Spieleng Helfen e.V.», который собирает деньги для благотворительных фондов посредством проведения соревнований. Кроме того, Дитер Тома является консультантом и автором лекций на тему «мотивация», «спорт» и «успех».

## Спортивные достижения

### Победы в кубке мира
| №   | Дата            | Место проведения (город) | Страна   |
| --- | --------------- | ------------------------ | -------- |
| 1.  | 3 декабря 1988  | Тандер-Бей               | Канада   |
| 2.  | 30 декабря 1988 | Оберстдорф               | Германия |
| 3.  | 3 декабря 1989  | Тандер-Бей               | Канада   |
| 4.  | 30 декабря 1989 | Оберстдорф               | Германия |
| 5.  | 12 января 1990  | Гаррахов                 | Чехия    |
| 6.  | 15 декабря 1990 | Саппоро                  | Япония   |
| 7.  | 12 января 1991  | Оберхоф                  | Германия |
| 8.  | 30 ноября 1996  | Лиллехаммер              | Норвегия |
| 9.  | 29 декабря 1996 | Оберстдорф               | Германия |
| 10. | 6 января 1997   | Бишофсхофен              | Австрия  |
| 11. | 19 января 1997  | Саппоро                  | Япония   |
| 12. | 29 ноября 1997  | Лиллехаммер              | Норвегия |

### Места в общем зачёте кубка мира
| Сезон   | Место | Кубковые очки |
| ------- | ----- | ------------- |
| 1985/86 | 58    | 5             |
| 1987/88 | 15    | 56            |
| 1988/89 | 3     | 167           |
| 1989/90 | 4     | 206           |
| 1990/91 | 3     | 201           |
| 1991/92 | 41    | 10            |
| 1992/93 | 42    | 10            |
| 1993/94 | 11    | 350           |
| 1994/95 | 18    | 240           |
| 1995/96 | 25    | 249           |
| 1996/97 | 2     | 1208          |
| 1997/98 | 8     | 921           |
| 1998/99 | 10    | 555           |

## Личная жизнь
Тома имеет двух детей от своей бывшей жены Мануэлы Тома-Адольфо (нем. Manuela Thoma-Adolfo). Также у него есть дочь от его подруги Манданы Дауб (нем. Mandana Daub).